# Liste medizinischer Syndrome
Diese Seite listet in alphabetischer Reihenfolge und ohne Anspruch auf Vollständigkeit Syndrome und Komplexe aus unterschiedlichen medizinischen Fachgebieten auf.
Bitte nur Verweise auf den tatsächlichen Titel des Beitrags und keine Doppelverweise!

## 0–9
- 1p36-Deletionssyndrom
- 2-Methylbutyryl-CoA-Dehydrogenase-Mangel
- 3M-Syndrom
- 3P-Syndrom
- 3-X-Syndrom
- 9p-Syndrom (Alfi-Syndrom)
- 18p-Syndrom
- 22q13.3-Deletionssyndrom

## A
- Aagenaes-Syndrom
- Aarskog-Syndrom (auch: Aarskog-Scott-Syndrom, Facio-digito-genitale Dysplasie)
- Aase-Syndrom
- Aase-Smith-Syndrom
- Abderhalden-Fanconi-Syndrom (auch: Cystinspeicherkrankheit, Abderhalden-Kaufmann-Lignac-Krankheit)
- Abdominalsyndrom
- Ablepharon-Makrostomie-Syndrom
- Abt-Letterer-Siwe-Syndrom
- Acetaldehydsyndrom
- Achard-Thiers-Syndrom
- Acheiropodie
- Achenbach-Syndrom
- Achor-Smith-Syndrom
- Achsensyndrom
- AIDS
- Acute Respiratory Distress Syndrome
- Acyl-CoA-Dehydrogenase-Mangel
- Adams-Stokes-Syndrom
- Adams-Oliver-Syndrom
- Addison-Schilder-Syndrom
- Adduzierte Daumen-Arthrogrypose-Syndrom
- Adie-Syndrom
- Adopted Child Syndrome
- Adrenogenitales Syndrom (AGS)
- Aerotoxisches Syndrom
- Afferent-loop-Syndrom (Afferentitis)
- Afibrinogenämie
- Agastrisches Syndrom
- Aglossie-Adaktylie-Syndrom
- Aicardi-Syndrom
- Aicardi-Goutières-Syndrom
- AICA-Ribosidurie
- Akinetisch-abulisches Syndrom
- Akro-capito-femorale Dysplasie
- Akrodysostose (Akrodysostosis-Syndrom)
- Akrofaziale Dysostose
- Akrogerie
- Akrokallosales Syndrom
- Akrorenales Syndrom
- Akrozephalopolydaktyle Dysplasie
- Akutes cholinerges Syndrom
- Alagille-Syndrom
- Åland-Island-Augenkrankheit
- Albarran-Ormond-Syndrom
- Al-Awadi-Raas-Rothschild-Syndrom
- Albinismus-Taubheit-Syndrom
- Aldred-Syndrom
- Alè-Calò-Syndrom (Tricho-rhino-phalangeale Dysplasie Typ II)
- Alice-im-Wunderland-Syndrom
- Alien-Hand-Syndrom
- Allen-Hines-Syndrom
- Alport-Syndrom
- ALSG-Syndrom
- Alternierende Hemiplegie der Kindheit (AHC)
- Altherr-Uehlinger-Syndrom
- Alves-Syndrom
- Amaurose-Hypertrichose-Syndrom
- Amentielles Syndrom
- Aminopterin-Syndrom
- Andersen-Syndrom
- Anderson-Tawil-Syndrom
- Androgenresistenz-Syndrom
- ANE-Syndrom
- Angeborenes Subclavian-Steal-Syndrom
- Angelman-Syndrom
- Angiodysplastisches Syndrom s. Angiodysplasie
- Angio-osteohypertrophisches Syndrom
- Angularis-Syndrom
- Aniridie-Patellaaplasie-Syndrom
- Aniridie-Ptosis-Intelligenzminderung-familiäre Adipositas-Syndrom
- Anophthalmie-Syndaktylie-Syndrom
- ANOTHER-Syndrom
- Antabus-Syndrom s. a. Acetaldehydsyndrom
- Antekubitales Pterygiumsyndrom
- Anticholinerges Syndrom
- Antiphospholipid-Syndrom
- Antisynthetase-Syndrom
- Antley-Bixler-Syndrom
- Anton-Syndrom
- Anton-Babinski-Syndrom
- Aortenbifurkationssyndrom --
- Aortenbogen-Syndrom (Takayasu-Syndrom)
- Apallisches Syndrom
- Apert-Syndrom
- Aphasisches Syndrom (Aphasie)
- Aplasia cutis congenita
- Aplastisches Syndrom
- Aquäduktsyndrom
- Arboleda-Tham-Syndrom
- ARC-Syndrom
- AREDYLD-Syndrom
- Argonz-Ahumada-Castillo-Syndrom (ein Galaktorrhö-Amenorrhö-Syndrom)
- Argyll-Robertson-Syndrom
- Armfield-Syndrom
- Arm-Schulter-Syndrom
- Arnold-Chiari-Syndrom
- Aromatase-Exzess-Syndrom
- Arterial-Tortuosity-Syndrom
- Arteria-mesenterica-superior-Syndrom
- Arteria-Poplitea-Kompressionssyndrom
- Arts-Syndrom
- Ascher-Syndrom
- Asherman-Syndrom (auch Asherman-Fritsch-Syndrom, Amenorrhoea traumatica)
- Asperger-Syndrom
- Asthmatisches Syndrom
- Atemnot-Syndrom (Idiopathisches-respiratory-distress-Syndrom / IRDS)
- Athabasken-Hirnstammdysgenesie-Syndrom
- Atkin-Flaitz-Syndrom
- ATR-16-Syndrom
- ATR-X-Syndrom
- Aufmerksamkeitsdefizitsyndrom (ADS, auch: hyperkinetisches Syndrom, Hyperaktives Syndrom, Aufmerksamkeitsdefizit-Hyperaktivitätsstörung oder ADHS)
- Aurikulo-kondyläres Syndrom
- Autoimmunsyndrom, polyglanduläres
- Autosomal-rezessive primäre Mikrozephalie
- Autosomal-rezessives Hyper-IgE-Syndrom
- Ayerza-Syndrom

## B
- Babinski-Nageotte-Syndrom (ein Hirnstammsyndrom)
- Babinski-Vaquez-Syndrom, veraltet für Spätform der Syphilis
- Bärtschi-Rochaix-Syndrom
- Bäfverstedt-Syndrom (Lymphadenitis cutis benigna)
- Baird-Syndrom
- Bakrania-Ragge-Syndrom
- Bálint-Syndrom
- Baller-Gerold-Syndrom
- Bamforth–Lazarus-Syndrom
- Baraitser-Winter-Syndrom
- Barakat-Syndrom
- Barber-Say-Syndrom
- Bardet-Biedl-Syndrom (Typ 1 – Typ 7)
- Bare-Lymphocyte-Syndrom
- Bartholin-Patau-Syndrom
- Barraquer-Simons-Syndrom
- Barrett-Syndrom
- Barth-Syndrom
- Bart-Pumphrey-Syndrom
- Bartsocas-Papas-Syndrom
- Bartter-Syndrom
- Basel-Vanagaite-Sirota-Syndrom
- Basel-Vanagaite-Smirin-Yosef-Syndrom
- Bassen-Kornzweig-Syndrom (Abetalipoproteinämie)
- Batten-Kufs-Syndrom
- Battered-child-Syndrom
- Bazex-Syndrom
- Beals-Hecht-Syndrom
- Beare-Stevenson-Cutis-gyrata-Syndrom
- Beckenhörner-Syndrom
- Beckwith-Wiedemann-Syndrom (auch: Exophthalmos-Makroglossie-Gigantismus-Syndrom / EMG-Syndrom)
- Bean-Syndrom
- Behcet-Syndrom
- Behr-Syndrom I
- Behr-Syndrom II
- Berardinelli-Seip-Syndrom
- Bernard-Soulier-Syndrom
- Bergstrand-Syndrom
- Beta-Ureidopropionase-Mangel (BUPD)
- Biedl-Bardet-Syndrom (Typ 1 – 7)
- Bielschowsky-Dollinger-Syndrom
- Biemond-Syndrom (Brachydaktylie – Nystagmus – zerebelläre Ataxie)
- Biemond-Syndrom II (Hypogonadismus-Kleinwuchs-Kolobom-präaxiale Polydaktylie-Syndrom)
- Bietti-Syndrom
- BIDS-Syndrom
- Bing-Neel-Syndrom (veraltete Bezeichnung für neurolog. Symptome bei Makroglobulinämie)
- Birk-Barel-Syndrom
- Bizepssyndrom
- Björnstad-Syndrom
- Bland-White-Garland-Syndrom (auch: BWG-Syndrom)
- Blau-Syndrom
- Blaue-Windeln-Syndrom
- Blepharo-Cheilo-Dontie-Syndrom
- Blepharo-Naso-Faziales Syndrom
- Blindschlingensyndrom
- Bloch-Sulzberger-Syndrom
- Bloom-Syndrom
- Blount-Syndrom (auch: Erlacher-Blount-Syndrom; Tibia vara)
- Blue-Baby-Syndrom (siehe auch: Zyanose, angeborener Herzfehler)
- Blue-rubber-bleb-naevus-Syndrom
- BNAR-Syndrom
- Bobble-head-doll syndrome (BHDS)
- Bockenheimer-Syndrom
- BOD-Syndrom
- Bogorad-Syndrom
- Boenninghaus-Syndrom
- Borckhardt-Syndrom (veraltet) = Magenvolvulus
- Boerhaave-Syndrom
- Bohring-Opitz-Syndrom (auch: Opitz Trigonocephaly-Like Syndrome)
- Bonnet-Dechaume-Blanc-Syndrom
- Bonnevie-Ullrich-Syndrom
- Böök-Syndrom
- Borderline-Syndrom
- Börjeson-Forssman-Lehmann-Syndrom
- Bosley-Salih-Alorainy-Syndrom
- Bosma-Syndrom
- Bourneville-Pringle-Syndrom
- Bourneville-Syndrom
- Bowen-Conradi-Syndrom
- Boylan-Dew-Syndrom
- Braddock-Syndrom
- Braddock-Carey-Syndrom
- Braddock-Jones-Superneau-Syndrom
- Branchio-okulo-faziales Syndrom
- Branchio-oto-renales Syndrom (BOR-Syndrom)
- Branchio-skeleto-genitales Syndrom (BSG-Syndrom)
- Brandt-Syndrom
- Brauer-Setleis-Syndrom
- Brauer-Syndrom
- Brenneman-Syndrom
- Brissaud-Syndrom
- Bristowe-Syndrom
- Broken-heart-Syndrom (auch: Syndrom des gebrochenen Herzens)
- Bronspiegel-Zelnick-Syndrom
- Brooke-Spiegler-Syndrom
- Brooks-Wisniewski-Brown-Syndrom
- Brown-Séquard-Syndrom sowie Brown-Séquard-Plus-Syndrom
- Brown-Syndrom
- Brown-Vialetto-van-Laere-Syndrom
- Brueghel-Syndrom
- Brugada-Syndrom
- Bruton-Syndrom
- Buchem-Syndrom s. van-Buchem-Syndrom
- Budd-Chiari-Syndrom
- Buddenbrook-Syndrom
- Buerger-Syndrom
- Bumerang-Dysplasie
- Bureau-Barrière-Syndrom
- Bureau-Barrière-Thomas-Syndrom
- Burgio-Syndrom
- Burnett-Syndrom
- Burning-Feet-Syndrom als Parästhesie
- Burning-Mouth-Syndrom
- Burnout-Syndrom
- Buschke-Ollendorff-Syndrom
- Butler-Albright-Lightwood-Syndrom = Renale tubuläre Azidose
- Byler-Syndrom

## C
- C-Syndrom (Opitz-C-Trigonozephalie / Opitz-Trigonozephalie-Syndrom)
- Cabezas-Syndrom
- CACH-Syndrom
- Calvé-Syndrom s. Vertebra plana oder Morbus Perthes
- Camurati-Engelmann-Syndrom (auch: Engelmann-Krankheit, Engelmann-Syndrom, Progressive diaphysäre Dysplasie, Osteopathia hyperostotica multiplex infantilis)
- Capdepont-Syndrom
- Capgras-Syndrom
- Caplan-Syndrom
- Carbohydrat-Defizit-Glycoprotein-Syndrom
- Cardio-Fazio-Cutanes-Syndrom (CFC-Syndrom) s. Kardio-fazio-kutanes Syndrom
- Carey-Fineman-Ziter-Syndrom
- Carney-Komplex-Trismus-Pseudokamptodaktylie-Syndrom
- Carney-Stratakis-Syndrom
- Carney-Trias
- Caroli-Syndrom
- Carotis-sinus-Syndrom = Karotissinus-Syndrom
- Carpenter-Syndrom
- Cassidy-Scholte-Syndrom = Karzinoid
- Cassirer-Syndrom s. Akrozyanose, chronische Form
- Catel-Manzke-Syndrom
- CATSHL-Syndrom
- Cava-Syndrom s. Vena-cava-Kompressionssyndrom oder auch Obere Einflussstauung
- CCFDN-Syndrom
- CCMCO-Syndrom
- CDAGS-Syndrom
- CEDNIK-Syndrom
- Ceelen-Gellerstedt-Syndrom
- Cenani-Lenz-Syndrom
- Cerebro-okulo-fazio-skelettäres Syndrom (COFS-Syndrom; s. Pena-Shokeir-Syndrom Typ II)
- Cervikalsyndrom
- Chanarin-Dorfman-Syndrom = Dorfman-Chanarin-Syndrom
- Chandler-Syndrom
- Char-Syndrom
- Charcot-Marie-Tooth-Hoffmann-Syndrom
- Charcot-Weiss-Baker = Karotissinus-Syndrom
- Charcot-Wilbrand-Syndrom
- CHARGE-Syndrom
- Charles-Bonnet-Syndrom
- Charlevoix-Saguenay-Syndrom
- Chediak-Steinbrinck-Higashi-Syndrom = Chediak-Higashi-Syndrom
- Chiari-Frommel-Syndrom (auch: Laktationsatrophie)
- Chiasma-Syndrom
- Chilaiditisyndrom
- CHILD-Syndrom
- CHIME-Syndrom
- Chinarestaurant-Syndrom
- COACH-Syndrom
- Cholesterinembolie-Syndrom
- Chondrodysplasia punctata durch X-chromosomale Deletion
- Chorea-Huntington-ähnliches Syndrom
- Christ-Siemens-Touraine-Syndrom
- Christianson-Syndrom
- Chitty-Hall-Baraitser-Syndrom
- Chronisch rekurrierende multifokale Osteomyelitis
- Chudley-McCullough-Syndrom
- Churg-Strauss-Syndrom
- CIPA-Syndrom
- Clark-Baraitser-Syndrom
- Clifford-Syndrom
- Clivuskanten-Syndrom
- Clouston-Syndrom
- CLOVE-Syndrom
- Coats-plus-Syndrom
- Cobb-Syndrom
- Cockayne-Syndrom
- Cocoon-Syndrom
- CODAS-Syndrom
- Coffin-Lowry-Syndrom
- Coffin-Siris-Syndrom
- COFS-Syndrom
- Cogan-I-Syndrom
- Cogan-II-Syndrom
- Cogan-Reese-Syndrom
- Cole-Carpenter-Syndrom
- Collet-Sicard-Syndrom
- Congenital Disorder of Glycosylation
- Conn-Syndrom
- Conradi-Hünermann-Syndrom
- Coprinus-Syndrom s. a. Acetaldehydsyndrom
- Cornelia-de-Lange-Syndrom
- Costello-Syndrom
- Costeff-Syndrom
- Costen-Syndrom
- Cotard-Syndrom
- Cowden-Syndrom
- Crane-Heise-Syndrom
- CRASH-Syndrom
- CREST-Syndrom
- Crigler-Najjar-Syndrom
- Crisponi-Syndrom
- Criswick-Schepens-Syndrom
- Cronkhite-Canada-Syndrom (Magen-Darm-Polypose)
- Cross-McKusick-Breen-Syndrom
- Crouzon-Syndrom (Kranofaziale Dysmorphie Typ I)
- Crush-Syndrom
- Cruveilhier-Baumgarten-Syndrom (portale Hypertension durch Leberzirrhose: auch: Cruveilhier-Baumgarten-Krankheit)
- Currarino-Syndrom
- Curschmann-Steinert-Batten-Syndrom
- Cushing-Syndrom
- Cutis-laxa-Syndrom

## D
- Dacosta-Syndrom = Da-Costa-Syndrom
- d'Acosta-Syndrom
- Daentl-Syndrom
- Dandy-Walker-Syndrom
- Danbolt-Closs-Syndrom
- Danlos-Syndrom
- Darier-White-Syndrom = Morbus Darier
- David-O'Callaghan-Syndrom
- Davidenkow-Syndrom
- Dawson-Syndrom siehe Subakute sklerosierende Panenzephalitis
- Dead-fetus-Syndrom
- De-Barsy-Moens-Dierckx-Syndrom (auch: De-Barsy-Syndrom; Progerie-ähnliches Syndrom, Typ de Barsy) (1968)
- Debré-Fibiger-Syndrom (siehe auch: Adrenogenitales Syndrom)
- Debré-Lamy-Lyell syndrome (auch: Epidermolysis acuta toxica, toxische epidermale Nekrolyse und mehr)
- Debré-Semelaigne-Syndrom
- Debré-Toni-Fanconi-Syndrom (auch: Glukose-Phosphat-Aminosäure-Diabetes)
- Defektsyndrom, irreversibles psychisches; veraltet, siehe Minus- oder Negativsymptomatik
- Degos-Syndrom (maligne atrophische Papulosis)
- De-Grouchy-Syndrom
- Dejerine-Sottas-Syndrom s. Dejerine-Sottas-Krankheit
- Dejerine-Spiller-Syndrom
- Dejerine-Thomas-Syndrom
- Deletion-22q-Syndrome, s. DiGeorge-Syndrom
- Deletions-Syndrome des Chromosoms 18
- Delleman-Syndrom
- Demarquay-Richet-Syndrom s. Van-der-Woude-Syndrom
- Demenz – Intelligenzabbau
- De-Morsier-Syndrom (auch: Septo-optische Dysplasie, Septo-optische Hypoplasie) (1956)
- Dent-Syndrom (auch: Dent-Krankheit, Morbus Dent, X-chromosomal gebundene Nephrolithiasis)
- Dent-Friedman-Syndrom (auch: Idiopathische juvenile Osteoporose) (1964)
- Denys-Drash-Syndrom
- Depressives Syndrom
- Deprivationssyndrom
- Dercum-Syndrom = Lipomatosis dolorosa
- Dermatopathia pigmentosa reticularis
- Dermo-trichales Syndrom
- Dermotrichie-Syndrom
- Derry-Syndrom
- DeSanctis-Cacchione-Syndrom
- Desbuquois-Syndrom
- Determann-Syndrom (Syn.: Dyskinesia intermittens angiosclerotica)
- De-Toni-Debré-Franconi-Syndrom
- Devergie-Syndrom = Pityriasis rubra pilaris
- Dhat-Syndrom
- Diallinas-Amalric-Syndrom
- Dialyse-Dysäquilibrium-Syndrom (siehe Hämodialyse-Dysäquilibrium)
- Diamond-Blackfan-Syndrom (kongenitale hypoplastische Anämie; Erythrogenesis imperfecta)
- Diastolisches Aortenanzapfsyndrom
- Diastrophische Dysplasie
- DICER1-Syndrom
- DIDMOAD-Syndrom (auch: Wolfram-Syndrom)
- DiGeorge-Syndrom (auch: CATCH 22, Thymusaplasie-Syndrom, velokardiofaziales Syndrom, Shprintzen-Syndrom)
- Digito-reno-zerebrales Syndrom (auch: DRC-Syndrom, Eronen-Syndrom)
- Di-Guglielmo-Syndrom veraltet für Myeloproliferative Erkrankung
- Dihydropyrimidin-Dehydrogenase-Mangel
- Dinno-Syndrom
- Disorganisations-Syndrom
- Distales intestinales Obstruktionssyndrom (DIOS)
- Doege-Potter-Syndrom
- Dolowitz-Aldous-Syndrom
- Donnai-Barrow-Syndrom
- Doose-Syndrom
- Dorian-Gray-Syndrom
- Dowling-Degos-Krankheit
- Down-Syndrom (Trisomie 21)
- Dravet-Syndrom (Schwere frühkindliche myoklonische Epilepsie)
- Dreigliedriger Daumen-Polysyndaktylie-Syndrom
- DRESS-Syndrom
- Dressler-Syndrom I + II
- Duane-Syndrom
- Dubin-Johnson-Syndrom
- Dubowitz-Syndrom
- Dumping-Syndrom
- Dunbar-Syndrom
- Durchgangssyndrom
- Dyke-Davidoff-Masson-Syndrom
- Dysarthria-clumsy-hand-Syndrom
- Dyschondrosteose-Nephritis-Syndrom
- Dzierzynsky-Syndrom (Dystrophia periostalis hyperplastica familiaris), eingedeutschte Schreibung Dzierschinsky

## E
- Eagle-Barret-Syndrom = Prune-Belly-Syndrom
- Eastman-Bixler-Syndrom
- Economy-Class-Syndrom (Thrombotischer Verschluss der Vena poplitea nach langem Sitzen)
- Eaton-McKusick-Syndrom (Tibia-Aplasie)
- Edinburgh-Syndrom
- Edwards-Syndrom (auch: Trisomie 18)
- EEC-Syndrom
- EEM-Syndrom
- Efferent-loop-Syndrom
- Ehlers-Danlos-Syndrom (auch: Fibrodysplasia elastica)
- Eineinhalb-Syndrom
- Eisenmenger-Syndrom
- EKC-Syndrom
- Ektodermaldysplasie-Syndrom
- Ektopia lentis-Syndrom
- Eldridge-Berlin-McKusick-Money-Syndrom
- Elejalde-Syndrom I und II siehe Akrozephalopolydaktyle Dysplasie und Neuroektodermale melanolysosomale Krankheit
- Ellis-van-Creveld-Syndrom (auch: chondroektodermale Dysplasie)
- Elschnig-Syndrom (auch: Elsching-Syndrom, Blepharo-Cheilo-Dontie-Syndrom)
- Eltern-Kind-Entfremdung
- Embryo-fetales Alkohol-Syndrom
- Emery-Dreifuss-Syndrom
- Emery-Nelson-Syndrom
- Encephalopathia myoclonica infantilis
- Engelmann-Syndrom (auch: Progressive diaphysäre Dysplasie, Osteopathia hyperostotica multiplex infantilis)
- Engel-von-Recklinghausen-Syndrom (Hyperparathyreoidismus)
- Entlastungssyndrom
- Entzugssyndrom
- Entzündungssyndrom, systemisches s. Systemisches inflammatorisches Response-Syndrom
- Enzephalomyelopathie, subakute nekrotisierende
- Eosinophilie-Myalgie-Syndrom
- Epidermal-Naevus-Syndrom
- Epidermolysis bullosa dystrophica
- Epidermolysis bullosa junctionalis
- Epidermolysis bullosa simplex
- Epilepsie-Syndrome
- Erb-Charcot-Syndrom
- Erb-Goldflam-Syndrom (Myasthenien)
- Erdheim-Gsell-Syndrom
- Eronen-Syndrom (Digito-reno-zerebrales Syndrom)
- Erschöpfungssyndrom
- Erstdialyse-Syndrom (Hämodialyse-Dysäquilibrium)
- Erythrokeratodermia progressiva symmetrica
- Erythrokeratodermia variabilis
- Erythrokeratodermie-Kardiomyopathie-Syndrom
- Escher-Hirt-Syndrom
- Escobar-Syndrom (Multiples Pterygium-Syndrom)
- Eulenburg-Syndrom
- Expansiv-konfabulatorisches Syndrom
- Extrapyramidales Syndrom

## F
- Fabry-Syndrom
- Fahr-Syndrom (auch Fahr'sches Syndrom)
- Familiäre Lipodystrophie
- Fanconi-Bickel-Syndrom
- Fanconi-Prader-Syndrom
- Fanconi-Schlesinger-Syndrom
- Farber-Syndrom
- False-Memory-Syndrom (Falsche Erinnerung)
- Feingold-Syndrom
- Feliner Gingivitis-Stomatitis-Pharyngitis-Komplex (Veterinärmedizin)
- Femoral-faziales Syndrom
- Femur-Fibula-Ulna-Syndrom (FFU)
- Fehr-Syndrom
- Fetales Alkoholsyndrom (FAS)
- Fetales Valproat-Syndrom
- Fetales Warfarinsyndrom, siehe auch Warfarin
- Fetofetales Transfusionssyndrom bei Zwillingen
- FG-Syndrom
- FHEIG-Syndrom
- FHONDA-Syndrom
- Fibromyalgie-Syndrom
- Finlay-Syndrom (Finlay-Marks-Syndrom)
- Fischgeruch-Syndrom oder Trimethylaminurie
- Fishman-Syndrom
- Fissura-orbitalis-superior-Syndrom
- Fitz-Hugh-Curtis-Syndrom (Perihepatitis bei Salpingitis)
- Fitzsimmons-Guilbert-Syndrom
- Flammer-Syndrom
- Flatback-Syndrom s. Flachrücken-Deformität
- Fleischer-Syndrom (Hypogammaglobulinämie)
- Floating-Harbor-Syndrom
- Flush-Syndrom
- Flynn-Aird-Syndrom
- Fölling-Syndrom  = Phenylketonurie
- Foerster-Syndrom, veraltet für Infantile Zerebralparese
- Foix-Alajouanine-Syndrom, auch subakute nekrotisierende Myelitis
- Foix-Chavany-Marie-Syndrom
- Forbes-Syndrom
- Forney-Robinson-Pascoe-Syndrom
- Foster Kennedy-Syndrom
- Fothergill-Syndrom (Trigeminusneuralgie)
- Fountain-Syndrom
- Fourman-Fourman-Syndrom
- Foville-Syndrom
- Fowler-Syndrom
- Fowler-Christmas-Chapple-Syndrom
- FoxP1-Syndrom
- Fraccaro-Langer-Saldino-Syndrom s. Achondrogenesie
- Fragiles-X-Syndrom
- Franceschetti-Syndrom
- Frank-Temtamy-Syndrom (Megalokornea)
- Fraser-Syndrom
- Frasier-Syndrom
- FRAXE-Syndrom
- Freeman-Sheldon-Syndrom
- Fregoli-Syndrom
- Fremdsprachen-Akzent-Syndrom
- Frey-Syndrom (auch: aurikulotemporales Syndrom)
- Frias-Syndrom
- Fried-Syndrom (MRX 21)
- Friedreich-Syndrom (Friedreichsche Ataxie)
- Fröhlich-Syndrom (Hypothalamisches Syndrom)
- Frontalhirnsyndrom
- Frontometaphysäre Dysplasie
- Fryns-Syndrom
- Fuchs-Syndrom
- Fuchs Heterochrome Iridozyklitis
- Fuhrmann-Syndrom
- Funktionelle Syndrome

## G
- Gallenpfropfsyndrom
- Galloway-Syndrom (Galloway-Mowat-Syndrom)
- Game-Friedman-Paradice-Syndrom
- Ganser-Syndrom
- GAPO-Syndrom
- García-Hafner-Happle-Syndrom
- Garcin-Syndrom
- Gardner-Syndrom
- Gasperini-Syndrom
- Gasser-Syndrom
- Gaucher-Syndrom (Morbus Gaucher)
- GAVE-Syndrom
- German-Syndrom
- Geroderma osteodysplastica
- Gerstmann-Syndrom
- Gerstmann-Sträussler-Scheinker-Syndrom
- Ghosal-Syndrom
- Gianotti-Crosti-Syndrom
- Giedion-Langer-Syndrom
- Gilbert-Syndrom (Morbus Meulengracht)
- Gilles-de-la-Tourette-Syndrom (Tourette-Syndrom)
- Gillespie-Syndrom
- Gitelman-Syndrom
- Glanzmann-Nägeli-Syndrom
- Gnatho-diaphysäre Dysplasie
- Godtfredsen-Syndrom
- Goeminne-Syndrom
- Goldblatt-Syndrom
- Goldenhar-Gorlin-Syndrom
- Goldmann-Favre-Syndrom
- Golf-Syndrom
- Golfkriegssyndrom
- Gollop-Wolfgang-Syndrom
- Goltz-Gorlin-Syndrom / Van-Allen-Myhre-Syndrom
- Goodpasture-Syndrom
- Gorlin-Chaudhry-Moss-Syndrom
- Gorlin-Goltz-Syndrom
- Gorlin-Vickers-Syndrom
- Gradenigo-Syndrom
- Graham-Cox-Syndrom
- Graham-Little-Syndrom
- Grauhan-Syndrom
- Gregg-Syndrom (Embryopathia rubeolosa / Rötelnembryopathie)
- Greig-Syndrom
- Grey-Syndrom
- Griscelli-Syndrom
- Grisel-Syndrom
- Grönblad-Strandberg-Syndrom
- Groenouw-Syndrom I
- Groenouw-Syndrom II
- Großwuchssyndrom
- Grouchy-Syndrom
- Guerin-Stern-Syndrom
- Guillain-Barré-Syndrom (auch Guillain-Barré-Strohl-Liquorsyndrom)
- Günal-Seber-Başaran-Syndrom
- Gustavson-Syndrom

## H
- Haberland-Syndrom
- Haber-Syndrom
- Hagemoser-Weinstein-Bresnick-Syndrom
- Haim-Munk-Syndrom
- HAIR-AN-Syndrom
- Hallermann-Streiff-Syndrom
- Hallervorden-Spatz-Syndrom (auch: Pantothenatkinase-assoziierte Neurodegeneration)
- Hallgren-Syndrom
- Hallopeau-Siemens-Syndrom
- Halsrippensyndrom (auch: Kostozervikales Syndrom)
- Hamman-Rich-Syndrom (heute: Akute interstitielle Pneumonie)
- Hämodialyse-Dysäquilibrium(-Syndrom)
- Hämolytisch-urämisches Syndrom (HUS) (auch: thrombotische Mikroangiopathie; Moschcowitz-Syndrom)
- HANAC-Syndrom
- Hand-Fuß-Syndrom
- Hand-Schüller-Christian-Syndrom
- Hanhart-Syndrom
- HARDE-Syndrom
- Harlequin-Syndrom
- Hauptmann-Thannhauser-Syndrom
- Hay-Wells-Syndrom
- HDR-Syndrom
- Hecht-Syndrom
- Hecht-Scott-Syndrom
- Hedinger-Syndrom
- Heerfordt-Syndrom
- Helfersyndrom
- HELLP-Syndrom
- Helsinki-Syndrom
- Hemifaziale Mikrosomie
- Hemihyperplasie-multiples Lipomatosis-Syndrom
- Hennekam-Syndrom
- Hepatogenitales Syndrom veraltet für Pubertas praecox infolge eines Leberzellkarzinomes
- Hepatorenales Syndrom
- Hereditäre gingivale Fibromatose
- Hereditäres Zinkmangelsyndrom
- Hermansky-Pudlak-Syndrom
- Herrmann-Aguilar-Sacks-Syndrom
- Hertwig-Magendie-Syndrom
- Herz-Hand-Syndrom
- Herzberg-Potjan-Gebauer-Syndrom
- HHH-Syndrom (Triple-H-Syndrom)
- Hirnlokales Syndrom s. Hirnschaden
- Hirn-Lunge-Schilddrüsen-Syndrom
- Hirnorganisches Psychosyndrom
- Hirnorganisches Syndrom
- Hirnstammsyndrom
- Hoffmann-Syndrom
- Hoigné-Syndrom (auch: Toxisch-embolisches Syndrom)
- Holmes-Syndrom
- Holt-Oram-Syndrom (auch: atriodigitale Dysplasie)
- Holzgreve-Wagner-Rehder-Syndrom
- Horner-Syndrom
- Howship-Romberg-Syndrom
- Hughes-Stovin-Syndrom
- Hunter-Syndrom
- Hunter-McAlpine-Syndrom
- Huntington-Syndrom
- Huriez-Syndrom
- Hutchinson-Gilford-Syndrom (Progerie)
- Hutmachersyndrom
- Hyde-Forster-McCarthy-Berry-Syndrom
- Hydroletalus-Syndrom
- Hydrops fetalis-Syndrom s. Hydrops fetalis
- Hyperaktives Syndrom (Aufmerksamkeitsdefizit-Hyperaktivitätsstörung)
- Hyperkinetisches Herzsyndrom
- Hyperferritinämie-Katarakt-Syndrom
- Hyperkinetisch-hypotonisches Syndrom, siehe Chorea
- Hyper-IgM-Syndrom, HIGM1, HIGM2, HIGM3, HIGM4, HIGM5
- Hyperosmolares Syndrom
- Hypertelorismus-Hypospadie-Syndrom
- Hypertelorismus vom Typ Teebi
- Hypoglossie-Hypodaktylie-Syndrom
- Hypomelanosis Ito
- Hypothalamisches Syndrom
- Hypoplastisches Linksherz-Syndrom
- Hypothenar-Hammer-Syndrom

## I
- IFAP-Syndrom
- IgM-Syndrom
- IGSF1-Mangelsyndrom
- Illum-Syndrom
- IMAGE-Syndrom
- Imerslund-Gräsbeck-Syndrom
- Imperato-McGinley-Syndrom
- Impingement-Syndrom
- Inkontinenz, Harninkontinenz oder Stuhlinkontinenz im Alter
- Insley-Astley-Syndrom (auch: Nance-Sweeney-Chondrodysplasie) OMIM 215150
- Intersektionssyndrom
- Iridokorneales endotheliales Syndrom
- Irvine-Gass-Syndrom
- Iso-Kikuchi-Syndrom
- Ivemark-Syndrom (auch: Asplenie-Syndrom, Milzagnesiesyndrom) OMIM 208530
- IVIC-Syndrom

## J
- Jackson-Syndrom, ein Hirnstammsyndrom
- Jackson-Syndrom, ein Hirnnervensyndrom
- Jackson-Weiss-Syndrom
- Jacobs-Syndrom / Jacobsen-Syndrom (Deletions-Syndrom 11q-)
- Jacod-Syndrom
- Jadassohn-Lewandowsky-Syndrom
- Jaeken-Syndrom
- Jaffé-Campanacci-Syndrom
- Jaffé-Lichtenstein-Syndrom (auch: Lichtenstein-Krankheit)
- Jalili-Syndrom
- Jancar-Syndrom
- (Murk-)Jansen-Syndrom
- Janz-Syndrom
- Jarcho-Levin-Syndrom
- Järvi-Hakika-Nasu-Syndrom
- Jerusalem-Syndrom
- Jervell und Lange-Nielsen-Syndrom
- Jeune-Syndrom
- Jeune-Tommasi-Freycon-Nivelon-Syndrom
- Jirásek-Zuelzer-Wilson-Syndrom
- Job’s-Syndrom s. Hiob-Syndrom
- Johanson-Blizzard-Syndrom
- Johnson-Syndrom
- Johnson-McMillin-Syndrom
- Jones-Syndrom (Fibromatose des Zahnfleisches)
- Joubert-Syndrom
- Jumping-Frenchman-Syndrom
- Juberg-Hayward-Syndrom
- Juberg-Marsidi-Syndrom

## K
- Kabuki-Syndrom (auch: Kabuki-Make-up-Syndrom)
- Kallmann-Syndrom (auch: Morsier-Syndrom)
- Kanner-Syndrom (eine Variante des Autismus, auch: Frühkindlicher Autismus)
- Karak-Syndrom
- Kardioauditives Syndrom (auch: Jervell-Lange-Nielsen-Syndrom)
- Kardio-fazio-kutanes Syndrom
- Kardio-kraniales Syndrom Typ Pfeiffer
- Karpaltunnelsyndrom
- Karsch-Neugebauer-Syndrom
- Kartagener-Syndrom
- Karzinoid-Syndrom
- Kasabach-Merritt-Syndrom
- Katarakt-Mikrokornea-Syndrom
- Katzenaugen-Syndrom (auch: Cat-Eye-Syndrome, partielle Tetrasomie 22)
- Katzenschrei-Syndrom auch: Cri-du-chat-Syndrom, Chromosom-5p-Syndrom
- Kauda-Syndrom
- Kaudales Regressionssyndrom
- Kaveggia-Syndrom
- Kawasaki-Syndrom
- Kearns-Sayre-Syndrom
- Keipert-Syndrom
- Kelley-Seegmiller-Syndrom
- Kenny-Caffey-Syndrom
- Keratosis follicularis spinulosa decalvans (Keratosis follicularis decalvans)
- Keutel-Syndrom
- KiDD-Syndrom
- Kimmelstiel-Wilson-Syndrom
- Kindler-Syndrom
- King-Denborough-Syndrom
- Kinsbourne-Syndrom (auch: Encephalopathia myoclonica infantilis)
- Kippfenster-Syndrom
- KiSS-Syndrom
- Kleefstra-Syndrom (auch: Deletions-Syndrom 9q34.3)
- Kleine-Levin-Syndrom
- Kleinhirnbrückenwinkelsyndrom
- Klein-Waardenburg-Syndrom
- Klinefelter-Syndrom
- Klippel-Feil-Syndrom
- Klippel-Trénaunay-Weber-Syndrom
- Klüver-Bucy-Syndrom
- Kniest-Dysplasie
- Köhler-Syndrome
- Kohlschütter-Tönz-Syndrom
- Kompartmentsyndrom
- Kongenitales Schielsyndrom
- Konigsmark-Hollander-Berlin-Syndrom
- Konus-Syndrom
- Kopfhaut-Ohr-Mamillen-Syndrom
- Kopfnick-Syndrom
- Korsakow-Syndrom
- Koryphäen-Killer-Syndrom = Münchhausen-Syndrom
- Kosaki-Großwuchssyndrom
- Kostozervikales Syndrom
- Konnatales Vorzugshaltungssyndrom
- Koronarnahtsynostose-Syndrom, auch Muenke-Syndrom
- Koussef-Syndrom
- Kowarski-Syndrom
- Krabbe-Syndrom
- Krampussyndrom s. Krampf
- Kraniodiaphysäre Dysplasie
- Kraniometaphysäre Dysplasie
- Krankheitssyndrom
- Kraus-Reese-Syndrom
- Kufor-Rakeb-Syndrom
- Kugelberg-Welander-Syndrom (auch: Wohlfart-Kugelberg-Welander-Syndrom)
- Kurzdarmsyndrom
- Kurzripp-Polydaktylie-Syndrome / (Short Rib-Polydactyly Syndrome) (Typ I: Saldino-Noonan-Syndrom / Typ II: Verma-Naumoff-Syndrom / Typ III: Majewski-Syndrom / Typ IV: Beemer-Langer-Syndrom)
- Kurzripp-Polydaktylie-Syndrom IV Typ Yang

## L
- LADD-Syndrom
- Lamb-Shaffer-Syndrom
- LAMB-Syndrom
- Lambert-Eaton-Myasthenie-Syndrom (auch: Pseudomyasthenisches Syndrom)
- Lance-Adams-Syndrom
- Larsson-Syndrom
- Laurence-Moon-Bardet-Biedl-Syndrom / Laurence-Moon-Syndrom
- Landau-Kleffner-Syndrom
- Landouzy-Déjérine-Syndrom
- Langer-Giedion-Syndrom
- Launois-Bensaude-Syndrom
- Laurell-Eriksson-Syndrom (α1-Antitrypsin-Mangel, Proteaseinhibitor-Mangel)
- Laurin-Sandrow-Syndrom
- Legius-Syndrom
- Leigh-Syndrom (auch: subakute nekrotisierende Enzephalomyelopathie)
- Lejeune-Syndrom (auch: Katzenschrei-Syndrom oder cri-du-chat-Syndrom)
- Lelis-Syndrom
- Lendenwirbelsäulensyndrom
- Lenègre-Syndrom (auch: Lenègre-Erkrankung)
- Lennox-Gastaut-Syndrom (Lennox-Syndrom)
- Lenz-Syndrom
- Lenz-Majewski-Syndrom
- Leriche-Syndrom
- Lermoyez-Syndrom
- Leschke-Syndrom
- Lesch-Nyhan-Syndrom
- Levine-Critchley-Syndrom
- Libman-Sacks-Syndrom
- Liddle-Syndrom
- Liebenberg-Syndrom
- Li-Fraumeni-Syndrom
- Lightwood-Albright-Syndrom
- Lignac-Syndrom
- Limb-Mammary-Syndrom (Glieder-Mammary-Syndrom)
- Lindau-Syndrom
- Lindsay-Burn-Syndrom
- Lipodystrophie-Syndrom s. Lipodystrophie#Lipodystrophiesyndrom unter antiretroviraler Therapie Lipodystrophie#Familiäre Lipodystrophie-Syndrome
- Lisker-Garcia-Ramos-Syndrom
- Locked-in-Syndrom
- Loeys-Dietz-Syndrom
- Löffler-Syndrom
- Löfgren-Syndrom
- Loge-de-Guyon-Syndrom
- Lolita-Syndrom
- Long-Covid-Syndrom
- Long-QT-Syndrom
- Lost-Penis-Syndrom
- Lou-Gehrig-Syndrom
- Louis-Bar-Syndrom
- Low-Anterior-Resection-Syndrom (LARS) (eine funktionelle Darmentleerungsstörungen nach anteriorer Rektumresektion)
- Lowe-Syndrom
- Lubani-al-Saleh-Teebi-Syndrom
- Lundberg-Syndrom
- Lyell-Syndrom (Epidermolysis acuta toxica)
- Lymphoproliferatives Syndrom
- Lynch-Syndrom

## M
- Mabry-Syndrom
- MACOM-Syndrom
- Maffucci-Syndrom
- Majeed-Syndrom
- Malan-Syndrom
- Malignes neuroleptisches Syndrom
- Mallory-Weiss-Syndrom
- Mammorenales Syndrom
- Mandibuloakrale Dysplasie
- Mandibulo-faziale Dysostose-Mikrozephalie-Syndrom
- Manisches Syndrom
- Mann-zu-Hause-Stress-Syndrom
- Mantelkantensyndrom
- Marchiafava-Bignami-Syndrom
- Marcus-Gunn-Syndrom
- Marden-Walker-Syndrom
- Marfan-Syndrom
- Marie-Foix-Alajouanine Syndrom
- Marie-Sée-Syndrom
- Marinescu-Sjögren-Syndrom
- Maroteaux-Lamy-Syndrom
- Marshall-Syndrom
- Marshall-Smith-Syndrom
- Martin-Bell-Syndrom
- Martin-Probst-Syndrom
- Martínez-Frías-Syndrom
- Martsolf-Syndrom
- Mastzellaktivierungssyndrom
- Matthew-Wood-Syndrom
- Mauriac-Syndrom
- Mayer-Rokitansky-Küster-Hauser-Syndrom
- McCune-Albright-Syndrom
- McKusick-Kaufman-Syndrom
- McLeod-Syndrom
- Meacham-Syndrom
- Meckel-Gruber-Syndrom
- Median-Cleft-Face-Syndrom s. Frontonasale Dysplasie
- MEDNIK-Syndrom
- Meesmann-Wilke-Syndrom
- Megalenzephalie-Kapillarfehlbildungen-Polymikrogyrie-Syndrom (MCAP)
- Megalenzephalie-Polymikrogyrie-postaxiale Polydaktylie-Hydrozephalus-Syndrom
- Megazystis-Megaureter-Syndrom
- Megazystis-Mikrokolon-intestinale Hypoperistaltik-Syndrom
- MEHMO-Syndrom
- Meier-Blumberg-Imahorn-Syndrom
- Meier-Gorlin-Syndrom
- Meige-Krankheit
- Meige-Syndrom
- Meigs-Syndrom
- Mekoniumpfropfsyndrom
- Melkersson-Rosenthal-Syndrom
- Melnick-Needles-Syndrom
- MEND-Syndrom
- Mengel-Konigsmark-Berlin-McKusick-Syndrom
- Meningeales Syndrom
- Menkes-Syndrom
- MERRF-Syndrom (Myoclonus Epilepsy with Ragged-Red Fibres)
- Mesomele Dysplasie
- Mesomele Dysplasie Typ Kantaputra
- Mesomele Dysplasie Typ Langer
- Mesomele Dysplasie Typ Reinhardt-Pfeiffer
- Mesomele Dysplasie Typ Savarirayan
- Mesomele Dysplasie Typ Verloes-David-Pfeiffer
- Mesomelia-Synostosen-Syndrom
- Messie-Syndrom
- Metabolisches Syndrom
- Metaphysäre Chondrodysplasie Typ Jansen
- Metaphysäre Dysplasie
- Meyenburg-Altherr-Uehlinger-Syndrom
- Michelinreifen-Baby-Syndrom
- Michellis-Castrillo-Syndrom
- MICPCH-Syndrom
- MIDAS-Syndrom
- Mikrodeletionssyndrom (diverse Syndrome)
  - Mikrodeletionssyndrom 7q31
- Mikroduplikationssyndrom 17p11.2
- Mikrolissenzephalie-Mikromelie-Syndrom
- Milchpfropfsyndrom
- Millard-Gubler-Syndrom
- Miller-Dieker-Syndrom
- Miller-Fisher-Syndrom
- Milroy-Krankheit
- Mismatch-Reparatur-Defizienz-Syndrom
- Mitchell-Riley-Syndrom
- Mitochondriales DNA-Depletionssyndrom
- Mitochondriales rezessives Ataxiesyndrom
- Mitralklappenprolaps-Syndrom
- MMEP-Syndrom
- MNGIE-Syndrom
- MOBA-Syndrom
- Möbius-Syndrom
- Moeschler-Clarren-Syndrom
- Mohr-Syndrom / Oro-fazio-digitales Syndrom Typ 2
- Mohr-Tranebjaerg-Syndrom (Taubheit-Dystonie-Syndrom)
- MOMO-Syndrom
- Morgagni-Syndrom
- Mounier-Kuhn-Syndrom
- MORM-Syndrom
- Morquio-Syndrom = Morbus Morquio
- Moschcowitz-Syndrom (TTP)
- Morsier-Syndrom
- Morton-Syndrom
- Mowat-Wilson-Syndrom
- Moyamoya-Syndrom
- MPPH-Syndrom
- MSMD-Syndrom
- Muckle-Wells-Syndrom
- Müller-Weiss-Syndrom
- Muenke-Syndrom, auch Koronarnahtsynostose-Syndrom
- Mukoepitheliale hereditäre Dysplasie
- Muir-Torre-Syndrom
- multiple endokrine Neoplasie
- Multiples Pterygium-Syndrom (Multiple-Pterygien-Syndrome)
- Münchhausen-Syndrom
- Münchhausen-Stellvertretersyndrom (Münchhausen-by-proxy-Syndrom)
- MURCS-Assoziation
- Muskelkrampf-Muskelschmerz-und-Faszikulationen-Syndrom
- Mutchinick-Syndrom
- Myalgische Enzephalomyelitis/Chronisches Fatigue-Syndrom
- Myelodysplastisches Syndrom
- Myeloproliferatives Syndrom
- Myhre-Syndrom
- Myotonisches Syndrom siehe Myotonische Dystrophie, Myotonia congenita, Paramyotonia congenita

## N
- N-Syndrom
- Nablus-mask-like-facial-Syndrom (Blepharophimose)
- Naegeli-Syndrom
- Naevus comedonicus-Syndrom
- Nagel-Patella-Syndrom = Osteoonychodysplasie (auch: Turner-Kieser-Syndrom, Beckenhörner-Syndrom)
- Nager-Syndrom (Dysostosis acrofacialis)
- Naguib-Richieri-Costa-Syndrom (Akro-Fronto-Fazio-Nasale Dysplasie)
- Nail-Patella-Syndrom = Osteoonychodysplasie
- NAME-Syndrom
- Nance-Horan-Syndrom
- NARP-Syndrom
- Naso-Digito-Akustisches-Syndrom
- Nasu-Hakola-Krankheit (membranöse Lipodystrophie)
- Nathalie-Syndrom
- Neglect-Syndrom
- Nelson-Syndrom
- Neonatal Small Left Colon Syndrome
- Nephrotisches Syndrom
- Netherton-Syndrom
- Nettleship-Syndrom (Urticaria pigmentosa)
- Neuhäuser-Syndrom
- Neu-Laxova-Syndrom (Lissenzephalie III)
- Neuroleptisches Syndrom
- Neurasthenisches Syndrom
- Nevo-Syndrom (Zerebraler Gigantismus Typ Nevo) verschoben nach Ehlers-Danlos-Syndrom, kyphoskoliotischer Typ
- Nicolaides–Baraitser-Syndrom
- Nicolas-Moutot-Charlet-Syndrom, wohl veraltete Bezeichnung für Epidermolysis bullosa dystrophica, einzige Q.[1]
- Nicolau-Syndrom
- Nielsen-Syndrom
- Niemann-Pick-Syndrom (Sphingomyelinlipidose)
- Niemann-Pick-Syndrom (Typ E)
- Niemann-Pick-Syndrom (atypisches)
- Nierendysplasie-Megazystis-Sirenomelie-Syndrom
- Nierhoff-Hübner-Syndrom
- Nievergelt-Syndrom (mesomeler Minderwuchs)
- Niikawa-Kuroki-Syndrom
- Nijmegen-Breakage-Syndrom
- Nishimoto-Syndrom, auch Nishimoto-Takeuchi-Kudo Disease
- Njolstad-Syndrom
- Noach-Syndrom s. Albinismus, okulokutaner
- Noack-Syndrom
- Noble-Bass-Sherman-Syndrom
- Nockemann-Syndrom
- Nonne-Milroy-Meige-Syndrom (familiäres Lymphödem)
- Nonne-Marie-Syndrom, auch Nonne-Pierre-Marie-Syndrom
- Nonnenbruch-Syndrom
- Noonan-Syndrom
- Norman-Roberts-Syndrom
- Norman-Wood-Syndrom
- Norrie-Syndrom (Norrie-Warburg-Syndrom)
- Norum-Syndrom
- Nursing-Bottle-Syndrom (Zahnkaries-Entstehung durch dauerhaftes Nuckeln an Saugflaschen bei Kindern)
- Nyssen-van-Bogaert-Syndrom

## O
- ODDD-Syndrom
- Odonto-Chondrodysplasie
- Odysseus-Syndrom
- Ogden-Syndrom
- OHDO-Syndrom
- Ohtahara-Syndrom
- OHVIRA-Syndrom
- Öko-Syndrom
- Okulo-aurikulo-vertebrales Syndrom
- Okulo-dento-digitale Dysplasie
- Okulo-fazio-kardio-dentales Syndrom (OFCD-Syndrom)
- Okulozerebrales Hypopigmentierungs-Syndrom
- Okuloglanduläres Syndrom
- Okulo-zerebro-renales Syndrom
- OLEDAID-Syndrom
- Olfaktogenitales Syndrom (auch: Morsier-Syndrom, Kallmann-Syndrom)
- Oligohydramnion-Sequenz
- Oliver-McFarlane-Syndrom
- Olivo-ponto-cerebelläre Hypoplasie (OPCH-Syndrom)
- Olmsted-Syndrom
- Omnipotenzsyndrom -> Narzisstische Persönlichkeitsstörung ?
- OPHN1-Syndrom
- Opitz-Syndrom (Opitz-G / BBB-Syndrom)
- Opitz-Trigonozephalie-Syndrom (C-Syndrom / C-Trigonozephalie)
- Opsoklonus-Myoklonus-Syndrom
- Oro-fazio-digitales Syndrom Typ 1 (kurz: OFD1)
- Oro-fazio-digitales Syndrom Typ 2 (kurz: OFD2)
- Oro-fazio-digitales Syndrom Typ 3 (kurz: OFD3) (Sugarman-Syndrom)
- Oro-fazio-digitales Syndrom Typ 4 (Baraitser-Burn-Syndrom, Mohr-Majewski-Syndrom)
- Oro-fazio-digitales Syndrom Typ 5 (Thurston-Syndrom)
- Oro-fazio-digitales Syndrom Typ 6 (Joubert-Syndrom mit oro-fazio-digitalem Defekt) (Varadi-Papp-Syndrom; Váradi-Syndrom)
- Oro-fazio-digitales Syndrom Typ 7 (Whelan-Syndrom)
- Oro-fazio-digitales Syndrom Typ 8 (Edwards-Syndrom)
- Oro-fazio-digitales Syndrom Typ 9 (mit retinalen Anomalien)
- Oro-fazio-digitales Syndrom Typ 10 (mit Fibula-Aplasie)
- Oro-fazio-digitales Syndrom Typ 11 (Typ Gabrielli)
- Oro-fazio-digitales Syndrom Typ 12 (Moran-Barroso-Syndrom)
- Oro-fazio-digitales Syndrom Typ 13 (Degner-Syndrom)
- Oro-fazio-digitales Syndrom Typ 14
- Osebold-Remondini-Syndrom
- Osteoporose-Pseudoglioma-Syndrom
- Otodentales Syndrom
- Oto-fazio-zervikales Syndrom
- Oto-onycho-peroneales Syndrom
- Oto-palato-digitales Syndrom (kurz: OPD-Syndrom)
- Oto-palato-digitales Syndrom Typ 1 (kurz: OPD-Typ 1)
- Oto-palato-digitales Syndrom Typ 2 (kurz: OPD-Typ 2)
- Oto-spondylo-megaepiphysäre Dysplasie
- Organisches Psychosyndrom
- Ortner-Syndrom I
- Ortner-Syndrom II
- Ovarian-Remnant-Syndrom
- OPSI-Syndrom (overwhelming post-splenectomy infection)

## P
- Pätau-Syndrom (Trisomie 13)
- Paget-Syndrom
- Paget-Schroetter-Syndrom (auch: Achselvenenthrombose)
- PAGOD-Syndrom
- Pagon-Syndrom
- Paine-Syndrom
- Palato-Digitales Syndrom
- Pallister-Hall-Syndrom
- Pallister-Killian-Syndrom (auch Pallister-Mosaik-Syndrom, Tetrasomie 12p)
- Pallister-Mosaik-Syndrom
- Pallister-W-Syndrom
- Palmar-Syndrom
- Palmaris-Brevis-Spasmus-Syndrom
- PAPA-Syndrom
- Papillon-Léage-Syndrom
- Papillon-Lefèvre-Syndrom
- Paraneoplastisches Syndrom
- Paranoides Syndrom
- Paratrigeminales Syndrom
- PARC-Syndrom
- Pardo-Castello-Syndrom? (Vicente Pardo-Castello, kubanischer Dermatologe, † 1967)
- Parenti-Fraccaro-Houston-Syndrom s. Formen der Achondrogenesie
- Parinaud-Syndrom (dorsales Mittelhirnsyndrom / Prätektales Syndrom)
- Paris-Syndrom
- Parkes-Weber-Syndrom
- Parkinson-Syndrom
- Parrot-Syndrom
- Parry-Romberg-Syndrom
- Partington-Syndrom
- PAS-Syndrom (Parental Alienation Syndrome, Eltern-Kind-Entfremdung nach Trennung oder Scheidung)
- Pasini-Syndrom
- Pasqualini-Syndrom
- Patellofemorales Schmerzsyndrom
- Patterson-Stevenson-Fontaine-Syndrom
- PCH-Syndrom (pontozerebelläre Hypoplasie)
- Pearson-Syndrom
- Peeling-Skin-Syndrom
- Pelizaeus-Merzbacher-Krankheit
- Pelletier-Leisti-Syndrom
- Pena-Shokeir-Syndrom (auch: Pseudo-Trisomie-18-Syndrom)
- Pendred-Syndrom
- Penfield-Syndrom[2]
- Penta-X-Syndrom (Pentasomie X)
- Perlman-Syndrom
- Perrault-Syndrom
- Peter-Pan-Syndrom
- Peters-Plus-Syndrom (Kivlin-Syndrom)
- Peutz-Jeghers-Syndrom
- Pfaundler-Hurler-Syndrom s. Morbus Hurler (eine Mukopolysaccharidose)
- PFC-Syndrom s. (Syndrom der persistierenden fetalen Zirkulation)
- Pfeiffer-Syndrom
- Pfeiffer-kardiokraniales-Syndrom
- PHC-Syndrom
- Phelan-McDermid-Syndrom
- Philadelphia-Syndrom
- Phillip-Syndrom, so weder in pubmed noch orphanet bekannt
- PHPV-Syndrom
- Pica-Syndrom
- Pica-Loop-Syndrom
- Pick-Syndrom
- Pickardt-Syndrom
- Pickwick-Syndrom
- Pierre-Marie-Syndrom
- Pierre-Robin-Syndrom
- PIK3CA-assoziiertes Großwuchssyndrom
- Piriformis-Syndrom
- Pitt-Hopkins-Syndrom (PHTS)
- Pitt-Rogers-Danks-Syndrom
- Platyspondylitische Dysplasie Typ Torrance
- Plott-Syndrom
- Plummer-Vinson-Syndrom (auch: sideropenische Dysphagie)
- POEMS-Syndrom
- Pointer-Syndrom
- Poland-Syndrom (auch: Poland-Sequenz, Amazonen-Syndrom)
- Pollitt-Syndrom
- Polyglanduläres Autoimmunsyndrom
- Polyzystisches Ovarialsyndrom (PCO-Syndrom / PCOS)
- Pompe-Syndrom
- Popliteales Pterygiumsyndrom
- Purtilo-Syndrom s. Lymphoproliferatives Syndrom
- Post-Abortion-Syndrom (Post-Abortion-Stress PAS – Post-Abortion-Stress-Syndrom PASS; wissenschaftlich nicht anerkannt)
- Postcholezystektomiesyndrom
- Post Covid Syndrom
- Postenzephalitisches Syndrom
- Posterior-Fossa-Syndrom
- Postkommotionelles Syndrom
- Postlaminektomiesyndrom
- Post-Lyme-Syndrom
- Post-Polio-Syndrom
- Postpunktioneller Kopfschmerz (Postpunktionelles Syndrom)
- Postthrombotisches Syndrom
- Posttraumatisches Stresssyndrom (auch: Posttraumatisch-psychoreaktives Stresssyndrom, Belastungsstörung)
- Postvagotomiesyndrom
- Potocki-Lupski-Syndrom
- Potocki-Shaffer-Syndrom (Defekt 11)
- Potter-Syndrom (auch: Potter-Sequenz, Oligohydramnion-Sequenz)
- Prader-Willi-Syndrom
- Prämenstruelles Syndrom (PMS)
- Präsuizidales Syndrom
- Prieto-Syndrom
- Progeria adultorum
- Progeroid-Syndrom
- Propofol-Infusionssyndrom
- Proteus-Syndrom
- Proud-Levine-Carpenter-Syndrom
- Prune-Belly-Syndrom (auch. Bauchdeckenaplasie-Syndrom)
- Pseudoaminopterin-Syndrom
- Pseudo-Crouzon-Syndrom
- Pseudoexfoliationssyndrom
- Pseudo-Hurler-Polydystrophie
- Pseudo-Klinefelter-Syndrom
- Pseudo-Lennox-Syndrom
- Pseudomyasthenisches Syndrom
- Pseudo-Monilethrix
- Pseudo-Morquio-Syndrom
- Pseudoneurasthenisches Syndrom
- Pseudothalidomid-Syndrom (= Roberts-Syndrom)
- Pseudotrisomie-13-Syndrom
- Pseudotrisomie-18-Syndrom
- Pseudo-Turner-Syndrom
- Pseudo-Zellweger-Syndrom
- Pterygium-Syndrome
- Purtilo-Syndrom (auch: Lymphoproliferatives Syndrom)
- Psychovegetatives Syndrom
- Psychosyndrom
- Pyle-Syndrom
- Pyruvatkinase-Mangel-Syndrom

## Q
- Queen-Bee-Syndrom
- QT-Syndrom
- Quincke-Syndrom (auch: angioneurotisches Syndrom)

## R
- Raeder-Syndrom
- Raas-Rothschild-Syndrom
- Rabbiosi-Syndrom
- Rabson-Mendenhall-Syndrom
- Raine-Syndrom
- Rambam-Hasharon-Syndrom
- Ramon-Syndrom (Cherubismus)
- Ramsay-Hunt-Syndrom / (Hunt-Syndrom)
- RAPADILINO-Syndrom
- Rapp-Hodgkin-Syndrom
- Rapunzelsyndrom
- Rasmussen-Syndrom
- Rathbuin-Syndrom (Hypophosphatasie)
- Raymond-Syndrom
- Raymond-Céstan-Syndrom
- Raynaud-Syndrom (Raynaud-Phänomen)
- Reardon-Hall-Slaney-Syndrom
- Reed-Syndrom
- Reese-Syndrom / Retina-Dysplasie-Syndrom
- Refetoff-Syndrom
- Refetoff-De-Wind-De-Groot-Syndrom
- Refsum-Syndrom
- Reichel-Syndrom (auch: Henderson-Jones syndrome)
- Reifenstein-Syndrom
- Reiter-Syndrom (auch: Uretro-okulo-synoviales Syndrom, Fiessinger-Leroy-Syndrom)
- Reinhard-Pfeiffer-Syndrom / Nievergelt-Syndrom
- Renales Kolobom-Syndrom
- Rendu-Osler-Weber-Syndrom s. Osler-Syndrom
- Reno-Hepato-Pankreatisches Syndrom (autosomal rezessive Zystennieren)
- Regenbogen-Donnai-Syndrom
- Reno-Syndrom / Rheno-Syndrom? evtl. Raynaud-Syndrom
- Renpenning-Syndrom
- Repetitive-Strain-Injury-Syndrom
- Respiratory-Distress-Syndrom
- Restless-Legs-Syndrom
- Réthore-Syndrom
- Rett-Syndrom
- Revesz-Syndrom
- Reye-Syndrom
- RHYNS-Syndrom
- Ribbing-Syndrom
- Ribbing-Fairbanks-Syndrom s. Formen der Multiplen epiphysären Dysplasie
- Richards-Rundle-Syndrom
- Richner-Hanhard-Syndrom
- Ricker-Syndrom
- Rieger-Syndrom / Axenfeld-Syndrom / Rieger-Axenfeld-Syndrom
- Riesenthrombozyten-Syndrom / Bernard-Soulier-Syndrom
- Rigid-Spine-Syndrom
- Riley-Day-Syndrom (syn.: Familiäre Dysautonomie, Familiäre autonome Dysfunktion, Sensible hereditäre Neuropathie Typ III)
- RIN2-Syndrom
- Riley-Smith-Syndrom (Syn.: Bannayan-Zonana-Syndrom, Bannayan-Riley-Ruvalcava)
- Rippen-Lücken-Syndrom s. Cerebro-Costo-Mandibuläres Syndrom
- Ritscher-Schinzel-Syndrom
- Roberts-Syndrom
- Robertson-Kihara-Syndrom
- Robinson-Miller-Bensimon-Syndrom
- Robinow-Syndrom (auch: Robinow-Zwergwuchs, Robinow-Silverman-Smith-Syndrom; fetal face syndrome)
- Robinow-Sorauf-Syndrom
- Robinson-Miller-Wirth-Syndrom
- ROCA-Syndrom
- Roemheld-Syndrom
- Rogers-Syndrom
- Roifman-Syndrom
- Roifman-Chitayat-Syndrom (Kombinierter Immundefekt mit fazio-okulo-skelettalen Anomalien)
- Roller-coaster-Syndrom, inexistent, allenfalls ST-Senkungen
- Romano-Ward-Syndrom
- Rombo-Syndrom
- Rosenberg-Chutorian-Syndrom
- Rosenthal-Syndrom (Faktor-XI-Mangel)
- Rosenthal-Klöpfer-Syndrom
- Rosewater-Syndrom s. Androgenresistenz (familiärer Eunuchoidismus)
- Ross-Syndrom
- Rosselli-Gulienetti-Syndrom (Lippen-Kiefer-Gaumenspalte mit Spalthand und Spaltfuß)
- Rossi-Syndrom (auch: Pterygium-Syndrom)
- Rothmund-Thomson-Syndrom (auch: Rothmund-Syndrom, Thompson-Syndrom, Kongenitale Poikilodermie)
- Rotor-Syndrom
- Roussy-Lévy-Syndrom (Syn: areflektorische Dystasie, dystasie aréflexique héréditaire)
- Roviralta-Syndrom
- Rowly-Syndrom (gibt’s das? evtl. Rowley-Rosenberg syndrome?)
- Rozin-Syndrom
- Rubinstein-Taybi-Syndrom
- Rud-Syndrom
- Rudd-Klimek-Syndrom
- Rüdiger-Syndrom
- Russell-Syndrom
- Russell-Silver-Syndrom
- Rutherfurd-Syndrom (multiple familiäre Zahnretention)
- Rutledge-Syndrom (Syn.: Smith-Lemli-Opitz-Syndrom „Typ 2“)
- Ruvalcaba-Syndrom
- Ruvalcaba-Myhre-Smith-Syndrom (u. a. auch Ruvalcava-Myhre-Smith-Syndrom)

## S
- Saethre-Chotzen-Syndrom
- Saldino-Mainzer-Syndrom
- Salzverlust-Syndrom
- Sanarelli-Shwartzman-Syndrom; siehe Sanarelli-Shwartzman-Reaktion
- Sanfilippo-Syndrom
- SANDO-Syndrom
- SAPHO-Syndrom
- Savant-Syndrom
- Schädel-Gesicht-Schwerhörigkeit-Hand-Syndrom
- Schinzel-Syndrom
- Schinzel-Giedion-Syndrom
- Schlafapnoe-Syndrom
- Schlesinger-Syndrom
- Schmid-Fraccaro-Syndrom (Katzenaugen-Syndrom)
- Schmidt-Syndrom
- Scholte-Syndrom
- Schönlein-Henoch-Syndrom
- Schöpf-Schulz-Passarge-Syndrom
- Schulter-Arm-Syndrom
- Schwartz-Bartter-Syndrom
- Schwartz-Jampel-Syndrom
- Schweres akutes Atemwegssyndrom (SARS)
- Scimitar-Syndrom
- Scott-Syndrom
- Seat belt syndrome
- Seckel-Syndrom
- Servelle-Martorell-Syndrom
- Setleis-Syndrom
- Sézary-Syndrom
- SGFLD-Syndrom
- Sharp-Syndrom (Mixed connective tissue disease, Mischkollagenose)
- Sheehan-Syndrom
- Sheldon-Hall-Syndrom
- Short-Rib-Polydactyly-Syndrome / Kurzripp-Polydaktylie-Syndrome
  - Typ I: Saldino-Noonan-Syndrom
  - Typ II: Verma-Naumoff-Syndrom
  - Typ III: Majewski-Syndrom
  - Typ IV: Beemer-Langer-Syndrom
- Short-QT-Syndrom
- SHORT-Syndrom
- Shprintzen-Syndrom (auch Velokardiofaziales Syndrom, Deletion-22q-Syndrome, CATCH 22)
- Shprintzen-Goldberg-Syndrom
- Shulman-Syndrom
- Shwachman-Blackfan-Diamond-Oski-Khaw-Syndrom / Shwachman-Diamond-Syndrom
- Shwachman-Bodian-Diamond-Syndrom
- Shy-Drager-Syndrom
- Sicard-Syndrom
- Sicca-Syndrom
- Sick-Building-Syndrom
- Sick-Sinus-Syndrom
- Siderius-Hamel-Syndrom
- Siegrist-Hutchinson-Syndrom?, vielleicht Hutchinson-Siegrist-Neubauer-Syndrom
- Siegerland-Syndrom? existiert das?
- Siemens-Syndrom
- Siemerling-Creutzfeldt-Syndrom
- Silver-Russell-Syndrom
- Silver-Syndrom (SPG17)
- Simons-Syndrom
- Simpson-Golabi-Behmel-Syndrom
- sinopulmonales Syndrom
- Sinus-cavernosus-Syndrom
- Sipple-Syndrom
- Sissi-Syndrom
- Sjögren-Larsson-Syndrom
- Sjögren-Syndrom
- Skumin-Syndrom
- Slocumb-Syndrom
- Sly-Syndrom
- Smith-Fineman-Myers-Syndrom
- Smith-Lemli-Opitz-Syndrom / RSH-Syndrom (Opitz)
- Smith-Magenis-Syndrom
- Smith-McCort-Syndrom / Dyggve-Melchior-Clausen-Syndrom
- Smith-Theiler-Schachenmann-Syndrom
- Sneddon-Syndrom (Livedo Racemosa)
- Snyder-Robinson-Syndrom
- SOLAMEN-Syndrom
- Sommer-Rathbun-Battles-Syndrom
- Sommer-Young-Wee-Frye-Syndrom
- SOPH-Syndrom
- Sotos-Syndrom
- Spatz-Syndrom s. Neurodegeneration mit Eisenablagerung im Gehirn
- Spondylitis ankylosans
- Spondyloepimetaphysäre Dysplasie, Spondyloepimetaphysäre Dysplasie Typ Strudwick
- Spondyloepiphysäre Dysplasie, Kongenitale Spondyloepiphysäre Dysplasie, Spondyloepiphysäre Dysplasie Tarda
- Spondylo-karpo-tarsale Synostose
- Spondylokostale Dysostose
- Stargard-Syndrom
- Stauffer-Syndrom
- Steele-Richardson-Olszewski-Syndrom (progressive supranukleäre Ophthalmoplegie)
- Stein-Leventhal-Syndrom
- Steiner-Syndrom -> Wiedemann-Steiner-Syndrom
- Steinfeld-Syndrom
- Stendhal-Syndrom
- Stevens-Johnson-Syndrom
- Stewart-Treves-Syndrom
- Sticky-Platelet-Syndrom
- Stieda-Pellegrini-Syndrom
- Stiff-Baby-Syndrom (auch: Konnatale Hyperekplexie)
- Stiff-Man-Syndrom
- Stiff-skin-Syndrom
- Stock-Spielmeyer-Vogt-Syndrom (Neuronale Ceroid-Lipofuszinose)
- Stockholm-Syndrom
- Stoll-Géraudel-Chauvin-Syndrom
- Strachan-Syndrom
- Stresssyndrom
- Strømme-Syndrom
- Sturge-Weber-Syndrom
- Stüve-Wiedemann-Syndrom
- Stylo-kerato-hyoidales Syndrom
- Subclavian-Steal-Syndrom
- Subvigilanz-Syndrom
- Sudden Infant Death Syndrome (SIDS / Plötzlicher Kindstod)
- Sudeck-Syndrom
- Sujansky-Leonard-Syndrom
- Summerskill-Walshe-Tygstrup-Syndrom
- Supinatorlogen-Syndrom
- Survivor-Syndrom
- Susac-Syndrom
- Swanson-Syndrom s. Hereditäre sensorische und autonome Neuropathie Typ IV
- Sweet-Syndrom (auch: Akute febrile neutrophile Dermatose)
- Swyer-James-Syndrom
- Sywyer-Syndrom, Fehlschr für Swyer-Syndrom?
- Syndrom der abführenden Schlinge
- Syndrom der blinden Schlinge
- Syndrom der dünnen Basalmembran
- Syndrom der eingedickten Galle
- Syndrom der einseitig hellen Lunge
- Syndrom des einzelnen maxillären mittleren Schneidezahnes (SMMCI)
- Syndrom der embryonalen Disorganisation
- Syndrom der ersten Rippe
- Syndrom des falschen Freundes
- Syndrom der inadäquaten ACTH-Sekretion
- Syndrom der kaudalen Regression
- Syndrom der mammorenalen Überzahl
- Syndrom der multiplen Synostosen
- Syndrom der unruhigen Genitalien (Restless Genital Syndrome)
- Syndrom der verbrühten Haut
- Syndrom der zuführenden Schlinge
- Syndrom des fragilen X-Chromosoms
- Syndrom des gebrochenen Herzens (auch: Broken heart syndrome)
- Syndrom des kleinen Magens
- Syndrom des pfeifenden Gesichts
- Syndrom des toxischen Schocks
- Syndrom des trockenen Auges (auch: Keratoconjunctivitis sicca, Dry eye syndrome, Office eye syndrome, Gamer eye syndrome)
- Syndrom der unkämmbaren Haare (Wollhaare)
- Super-Female-Syndrome
- Syndrom der Trisomie 8
- Syndrom der partiellen Trisomie 9
- Syndrom X (in einer zweiten Bedeutung auch für: Metabolisches Syndrom)

## T
- Tabatznik-Syndrom
- TAFRO-Syndrom
- Tajaro-Pinheiro-Syndrom
- Takayasu-Syndrom (Aortenbogen-Syndrom)
- Tako-Tsubo-Syndrom
- Tangier-Syndrom (Analphalipoproteinämie)
- Tapetochoroidale Dystrophie (Tapeto-Chorioideale Degeneration)
- TAR-Syndrom (Thrombopenie-Syndrom, kongenitales)
- TARP-Syndrom
- Taubheit-Hand-Syndrom s.Waardenburg-Syndrom Typ III (Klein-Waardenburg-Syndrom)
- Tay-Syndrom
- Tay-Sachs-Syndrom
- Taybi-Linder-Syndrom
- Teebi-al-Saleh-Hassoon-Syndrom
- Temtamy präaxiales Brachydaktylie-Syndrom
- Temtamy-Syndrom
- Temtamy-Shalash-Syndrom
- Terson-Syndrom
- Teschler-Nicola-Syndrom
- Tetanie-Syndrom
- Tethered-cord-Syndrom
- Teutschländer-Syndrom (Lipoidcalcinosis progrediens)
- Thalassämie-Syndrome
- Thatcher-Syndrom
- Thibièrge-Weissenbach-Syndrom
- Thieffry-Kohler-Syndrom
- Thiemann-Syndrom
- Thomas-Syndrom
- Thomson-Syndrom
- Thorako-Abdominales-Syndrom (Cantrell’sche Pentalogie)
- Thoraxdystrophie-Polydaktylie-Syndrom s. Kurzripp-Polydaktylie-Syndrome
- Thorax-Pelvis-Phalangen-Syndrom / TPPS (Jeune-Syndrom)
- Thrombozytopenie-Syndrom, angeborenes s. Thrombopenie-Radiusaplasie-Syndrom
- Thoracic-outlet-Syndrom (TOS)
- Thurston-Syndrom
- Thymo-Renal-Anal-Pulmonales-Syndrom / Thymus-Nieren-Anus-Lungendysplasie (DiGeorge-Syndrom)(??)[3]
- Tibia-Aplasie-Ektrodaktylie-Syndrom
- Tibia-Hemimelie-Polysyndaktylie-triphalangealer Daumen-Syndrom
- Tietz-Syndrom
- Tietze-Syndrom
- TKCR-Syndrom (Torticollis) s. Goeminne-Syndrom
- Tolosa-Hunt-Syndrom
- Torg-Syndrom
- Toriello-Syndrom
- Toriello-Carey-Syndrom
- Tost-Syndrom (was soll das sein?)
- Touraine-Solente-Golf-Syndrom (Pachydermoperiostose)
- Tourette-Syndrom (Gilles-de-la-Tourette-Syndrom)
- Townes-Syndrom / Townes-Brocks-Syndrom
- Toxisch-embolisches Syndrom
- Toxisches Schocksyndrom
- Tranebjærg-Svejgaard-Syndrom
- Transientes myeloproliferatives Syndrom
- Treacher-Collins-Syndrom (Franceschetti-Syndrom)
- Tricho-dento-ossäres Syndrom / TDO-Syndrom (Robinson-Miller-Worth-Syndrom)
- Tricho-Entero-Hepatisches-Syndrom s. Syndromale Diarrhoe
- Tricho-hepato-enterisches Syndrom
- Tricho-rhino-phalangeale Dysplasie (Tricho-Phalangie-Syndrom) / (Tricho-Rhino-Phalangie-Syndrom)
- Trigonozephalie-Syndrom / C-Syndrom
- Trimethadion-Syndrom
- Trismus-Pseudokamptodaktylie-Syndrom / Hecht-Syndrom
- Triple-A-Syndrom (Achalasie)
- Triplo-X-Syndrom
- Troisier-Hanot-Chauffard-Syndrom
- Troyer-Syndrom
- Trypsinogenmangel-Syndrom
- Tumorlyse-Syndrom
- Turcot-Syndrom (Polyposis intestinalis III)
- Turner-Syndrom
- Turner-Kieser-Syndrom / Nagel-Patella-Syndrom
- Trismus-Pseudokamptodaktylie-Syndrom / Hecht-Syndrom
- Twiddler-Syndrom

## U
- Überlebenden-Syndrom (auch: Holocaustsyndrom)
- Ullmann-Syndrom (Systemische Angiomatose)
- Ullrich-Feichtiger-Syndrom
- Ullrich-Scheie-Syndrom (Spät-Hurler-Syndrom)
- Ullrich-Turner-Syndrom
- Ulnarisrinnen-Syndrom
- Ulna-Mamma-Syndrom
- Ulysses-Syndrom
- Undine-Syndrom
- Unna-Syndrom
- Unna-Thost-Syndrom
- Unverricht-Lundborg-Erkrankung / Hunt-Syndrom
- Urbach-Wiethe-Syndrom (Lipoidproteinose mit Hautveränderungen, Veränderungen der Schleimhaut und Verkalkung der Amygdala, daher auch psychische Auffälligkeiten)
- Urban-Syndrom / Urban-Rogers-Meyer-Syndrom
- Uretro-okulo-synoviales Syndrom
- Urofaciales-Syndrom / Ochoa-Syndrom
- Usher-Syndrom

## V
- de-Vaal-Syndrom
- Valproat-Syndrom (Valproat-Embryofetopathie) siehe Fetales Valproat-Syndrom
- Van-Allen-Myhre-Syndrom / Goltz-Gorlin-Syndrom
- van-Bogaert-Hozay-Syndrom
- Van-Bogaert-Scherer-Epstein-Syndrom
- van-Buchem-Syndrom
- Van-den-Bosch-Syndrom (Chorioideremie)
- van-den-Ende-Gupta-Syndrom
- van-der-Hoeve-Syndrom
- Van-der-Knaap-Syndrom
- Van-der-Woude-Syndrom (Lippen-Kiefer-Gaumenspalte mit Unterlippenfistel)
- Van-Lohuizen-Syndrom, s. Cutis marmorata teleangiectatica congenita
- Vasquez-Syndrom (Adipositas)
- Vaquez-Osler-Syndrom
- Varadi-Papp-Syndrom
- Variköser Syndromkomplex (Varizen)
- Vasoneurotisches Syndrom
- Vegetatives Syndrom
- Velo-kardio-faziales Syndrom (auch: Shprintzen-Syndrom, Deletion-22q-Syndrome, CATCH 22)
- Vena-Cava-Syndrom / Vena-cava-Kompressionssyndrom
- Velu-Charnot-Speder Syndrom
- Verloes-Bourguignon-Syndrom
- Vernet-Syndrom (Syndrom des Foramen jugulare)
- Verner-Morrison-Syndrom
- Vertikales Retraktionssyndrom
- VEXAS-Syndrom
- Vici-Syndrom (Albinismus totalis I = OCA1)
- viszerales Larva-migrans-Syndrom (Toxokarose)
- Vogel-Strauß-Syndrom
- Vogt-Syndrom
- Vogt-Koyanagi-Harada-Syndrom
- Vogt-Spielmeyer-Syndrom (Neuronale Ceroid-Lipofuszinose)
- Vohwinkel-Syndrom
- Von-Hippel-Lindau-Syndrom
- Von-Voss-Cherstvoy-Syndrom
- Vorderhornsyndrom
- Vorzugshaltungssyndrom, konnatales
- Vrolik-Syndrom

## W
- Waaler-Aarskog-Syndrom
- Waardenburg-Syndrom
- Wackelkopfpuppen-Syndrom (Bobble-head doll syndrome)
- Wagner-Syndrom
- Wagner-Unverricht-Syndrom
- WAGR-Syndrom
- Waldmann-Krankheit
- Walker-Warburg-Syndrom
- Wallenberg-Syndrom (dorsolaterales Medulla-oblongata-Syndrom)
- Warfarin-Syndrom
- Waring-Blendor-Syndrom
- Warkany-Syndrom / Warfarin-Syndrom
- Wasting-Syndrom
- Waterhouse-Friderichsen-Syndrom
- Weber-Syndrom (Hirnstammsyndrom)
- WDHA-Syndrom
- Weaver-Syndrom (auch Weaver-Smith-Syndrom)
- Weill-Marchesani-Syndrom
- Weisman-Netter-Syndrom
- Weißkittelsyndrom Syn.: Weißkittelhypertonie
- Wermer-Syndrom Syn.: multiple endokrine Neoplasie Typ 2A
- Werner-Syndrom
- Wernicke-Korsakow-Syndrom
- West-Syndrom (Syn.: Blitz-Nick-Salaam-Krämpfe, Propulsiv-petit-mal, BNS-Epilepsie)
- Westphal-Bernhard-Syndrom
- Westphal-Syndrom Syn.: periodische hypokaliämische Lähmung
- Wet-lung-Syndrom
- Weyers-Syndrom
- Weyers-Syndrom II (Weyers-Oligodaktylie-Syndrom)
- Weyers-Thier-Syndrom
- Whelan-Syndrom
- Whiplash-Syndrom
- White-Dot-Syndrome
- Whyte-Murphy-Syndrom
- White-Sutton-Syndrom
- Wieacker-Wolff-Syndrom
- Wiedemann-Dysmeliesyndrom
- Wiedemann-Lenz-Syndrom
- Wiedemann-Rautenstrauch-Syndrom
- Wiedemann-Spranger-Syndrom
- Wiedemann-Steiner-Syndrom
- Willebrand-Jürgens-Syndrom (auch: Angiohämophilie)
- Williams-Beuren-Syndrom (auch: Idiopathische infantile Hyperkalzämie)
- Williams-Campell-Syndrom
- Williams-Pollock-Syndrom
- Wilson-Mikity-Syndrom (auch: Blasenlungen-Syndrom)
- Wilson-Syndrom
- Wilson-Turner-Syndrom
- Winter-Kohn-Mellman-Wagner-Syndrom / Winter-Syndrom
- Wiskott-Aldrich-Syndrom
- Wissler-Fanconi-Syndrom
- Wittmaack-Ekbom-Syndrom
- WL-Syndrom
- Wolff-Parkinson-White-Syndrom (Abk.: WPW-Syndrom)
- Wolf-Syndrom (partielle Deletion 4q)
- Wolf-Hirschhorn-Syndrom (auch: Chromosom 4p-Syndrom)
- Wolfram-Syndrom
- Wolman-Syndrom
- Woringer-Syndrom
- WPW-Syndrom
- Woodhouse-Sakati-Syndrom
- Wrinkly-Skin-Syndrom
- WS-Syndrom (Wirbelsäulen-Syndrom)
- Wurzelkompressionssyndrom
- Wurzelsyndrom

## X
- X-chromosomales lymphoproliferatives Syndrom
- XK-Syndrom
- XLAG-Syndrom
- Xte-Syndrom
- XYY-Syndrom

## Y
- Yellow-nail-Syndrom
- Young-Hughes-Syndrom
- Young-Simpson-Syndrom (Blepharophimose)
- Young-Syndrom
- Youssef-Syndrom
- Yuan-Harel-Lupski-Syndrom
- Yunis-Varon-Syndrom
- YY-Syndrom

## Z
- Zappelphilipp-Syndrom (auch: ADS oder ADHS)
- Zazam-Sheriff-Phillips-Syndrom
- Zellweger-Syndrom (auch:Zerebro-hepato-renales Syndrom)
- Zerebro-hepato-renales Syndrom
- Zentrales Anticholinerges Syndrom
- Zervikalsyndrom
- Zervikobrachialsyndrom
- Ziehen-Oppenheim-Syndrom
- Zieve-Syndrom
- Zimmer-Syndrom
- Zimmermann-Laband-Syndrom
- Zink-Mangel-Syndrom
- Zinsser-Cole-Engman-Syndrom
- Zinsser-Engman-Cole-Syndrom
- Ziprkowski-Margolis-Syndrom
- Zlotogora-Ogur-Syndrom
- Zollinger-Ellison-Syndrom
- Zuelzer-Kaplan-Syndrom
- Zuelzer-Ogden-Syndrom
- Zuelzer-Wilson-Syndrom
- Zunich-Kaye-Syndrom
- Zwahlen-Syndrom (Franceschetti-Zwahlen-Syndrom)
- Zwillings-Syndrom
- Zytomegalie-Syndrom s. Zytomegalie